# Фогель, Вольфганг
Во́льфганг Фо́гель (нем. Wolfgang Vogel; 30 октября 1925, Вильгельмсталь, Нижняя Силезия — 21 августа 2008, Шлирзе, Германия) — немецкий адвокат, общественный деятель ГДР, известен как посредник в операциях по обмену шпионами во времена Холодной войны.

## Начало карьеры
Фогель родился в Нижней Силезии 30 октября 1925 года, изучал право в Йене и Лейпциге после Второй мировой войны. Работал адвокатом в ГДР. По заданию «Штази» установил контакты с коллегами на Западе. Выступал посредником в обмене людьми между Востоком и Западом, в том числе при обменах захваченных шпионов и политзаключенных.

## Обмен шпионов и политзаключенных
В общей сложности Фогель выступал посредником при обмене более 150 шпионов и политзаключенных. Среди наиболее известных случаев:
- 1962 — обмен Гэри Пауэрса и Фредерика Прайора на Рудольфа Абеля.
- 1981 — Гюнтер Гийом — разоблачённый агент Штази в окружении канцлера ФРГ Брандта.
- 1986 — обмен советского диссидента Анатолия Щаранского на Карла Кёхера и его жену.

Обмен обычно происходил на Глиникском мосту между Западным Берлином и восточногерманским Потсдамом (на снимке).

## Платный выезд из страны
В годы холодной войны в ГДР существовала практика выпуска граждан на Запад за деньги. Фогель также занимался этими операциями. С 1964 по 1989 год он устроил переход границы в общей сложности для 215 тысяч восточных немцев и 34 тысяч политзаключенных из восточногерманских тюрем. Западной Германии их освобождение обошлось в 3,5 млрд марок (2,7 млрд долларов).

## Суд
После воссоединения Германии Фогелю были предъявлены обвинения в тесных связях со Штази. Фогеля обвиняли в шантаже желающих эмигрировать из Восточной Германии и в том, что он распродавал собственность эмигрантов намного ниже рыночной стоимости.
После апелляции Верховный суд Германии оправдал Фогеля по всем обвинениям в 1998 году.
Фогель умер 21 августа 2008 года в своём доме в Шлирзе в Баварии в кругу родных и близких от сердечного приступа.

## Образ в кино
В фильме 2015 года "Шпионский мост" роль В. Фогеля играет Себастьян Кох.